# Камишеватка
Камишеватка (на украински: Комишуватка, на руски: Камышеватка) е село в Украйна, разположено в Приморски район, Запорожка област. През 2001 година населението му е 526 души.